# Parque Nacional Danúbio-Auen
O Parque Nacional Danúbio-Auen é um parque nacional austríaco, localizado no estado da Baixa Áustria e extendendo-se por 9 615 hectares. Foi criado em 1996, sendo reconhecido pela IUCN como área protegida de categoria II em 1997, e abrigando atulamente aproximadamente 800 espécies de animais e plantas.